# Busch Stadium
Il Busch Stadium, noto anche come New Busch Stadium o Busch Stadium III, è uno stadio di baseball situato a Saint Louis, Missouri.
Ospita le partite dei St. Louis Cardinals della Major League Baseball.

## Storia
Lo stadio fu aperto nel 2006 per rimpiazzare il vecchio Busch Memorial Stadium che ospitava i Cardinals dal 1966. 
È intitolato all'imprenditore Augustus Busch IV, pronipote di Adolphus Busch.
La prima partita di baseball fu giocata il 4 aprile 2006 tra due squadre di minor league, mentre la prima partita di MLB si tenne 6 giorni dopo e terminò con la vittoria dei Cardinals sui Milwaukee Brewers per 6-4.
Lo stadio ospitò l'MLB All-Star Game del 2009 e i concerti degli Eagles, U2 e Dave Matthews Band.
Il 2 gennaio 2017 ospitò l'NHL Winter Classic tra i St. Louis Blues e Chicago Blackhawks che si chiuse con il punteggio di 4 a 1 per i padroni di casa.
Il record di spettatori venne raggiunto il 28 ottobre 2011, quando un pubblico di 47.399 persone assistette alla vittoria dei Cardinals in gara-7 delle World Series contro i Texas Rangers.